# Дукля (Полша)
Вижте пояснителната страница за други значения на Дукля.
Ду̀кля (на полски: Dukla) е град в Югоизточна Полша, Подкарпатско войводство, Кросненски окръг. Административен център е на градско-селската Дуклянска община. Заема площ от 5,48 км2.

## География
Градът е разположен край река Яшьолка южно от Кросно.
Прохода Дукля е разположен на няколко километра южно от града на границата със Словакия.

## История
Първото споменаване на селището датира от 1336 година.

## Население
Градът има население от 2 194 души (2013). Гъстотата е 400 души/км2.

## Фотогалерия
- Бернандинска църква
- Дворец
- Войнишко гробище